# Arañuel
Arañuel là một đô thị trong tỉnh Castellón, Cộng đồng Valencia, Tây Ban Nha. Đô thị Arañuel có diện tích 19,2 km², dân số theo điều tra năm 2010 của Viện thống kê quốc gia Tây Ban Nha là 200 người. Đô thị Arañuel nằm ở khu vực có độ cao 405 mét trên mực nước biển.